# Gilliesia nahuelbutae
Gilliesia nahuelbutae är en amaryllisväxtart som beskrevs av Pierfelice Ravenna. Gilliesia nahuelbutae ingår i släktet Gilliesia och familjen amaryllisväxter. Inga underarter finns listade i Catalogue of Life.